# 곽거 (후한)

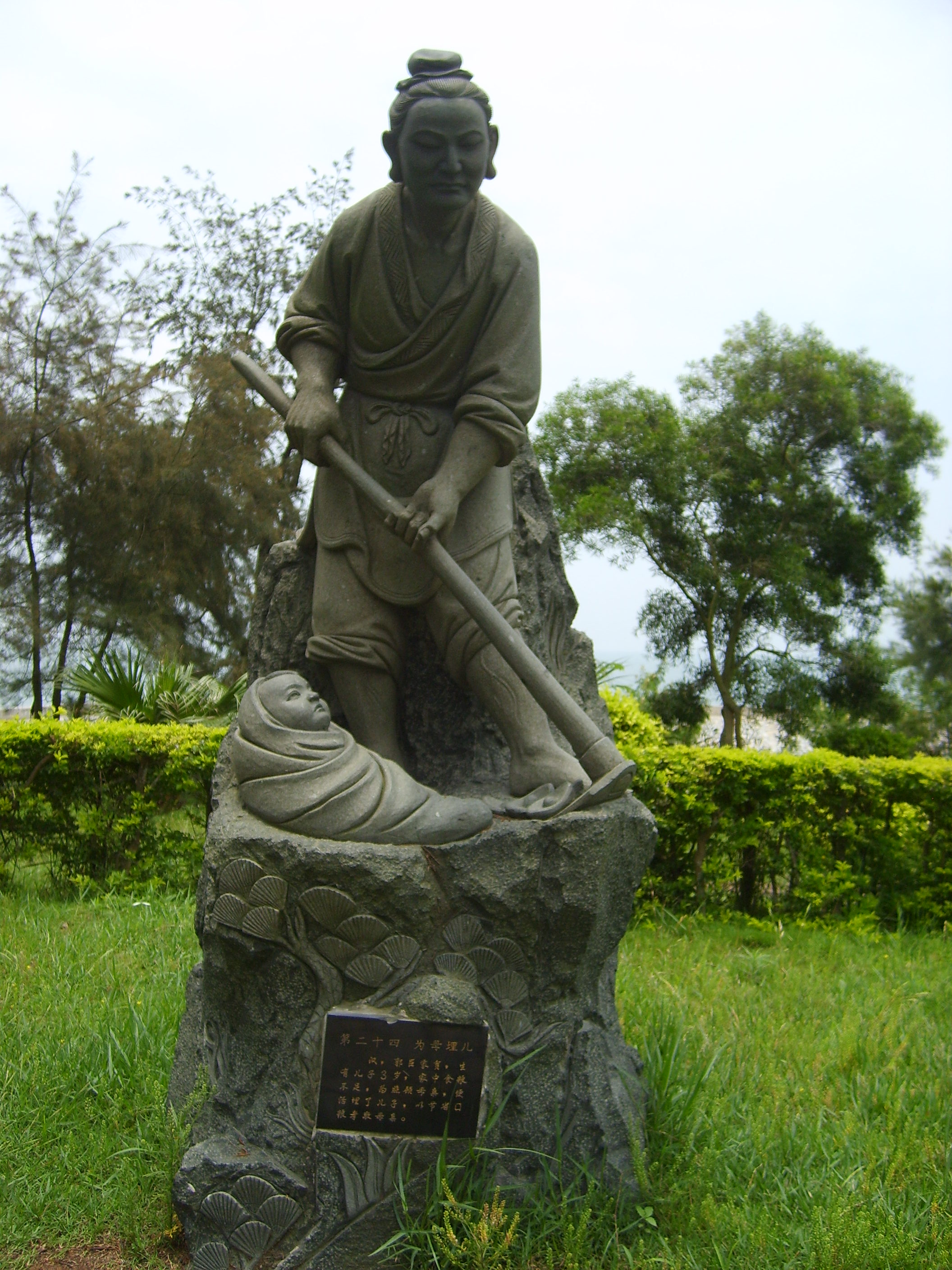
곽거의 동상

곽거(郭巨)는 후한 하내군(河內郡) 융려현(隆慮縣)의 효자이다. 자는 문거(文擧)이다. 일설에 따르면 하내군 온현(溫縣) 사람이라고도 한다. 중국 고대 효자들에 대해 모아놓은 책인 《이십사효(二十四孝)》의 「매아봉모(埋兒奉母)」의 주인공이다. 곽거의 「매아봉모(埋兒奉母)」라는 고사가 처음 출전된 곳은 《수신기(搜神記)》이며, 후에 전해져 《이십사효》에 실리게 되었다.
곽거의 효행:곽거는 연로한 모친을 봉양하던 중 넉넉치 못한 가세로 인해 의식주 해결에 어려움을 겪었다. 하루는 모친이 어린 손자에게 음식을 먹이는 것을 보고 모친을 조금이라도 잘 봉양하기 위해 자식을 산에 묻기로 마음 먹었다. 곽거가 산에 올라 구덩이를 파자 황금이 긴득 담긴 항아리가 나왔다.

## 평가
루쉰(魯迅)의 《조화석습·이십사효도(朝花夕拾·二十四孝圖)》에서는 ""라고 평가한다.

## 참고 문헌
- 조명성(趙明誠),《금석록(金石錄)》권 22